# Michael Pitey
Michael Pitey, rumunsky Mihai Pitey (6. června 1820 Černovice – 26. srpna 1892 Černovice), byl rakouský právník a politik rumunské národnosti z Bukoviny, v 2. polovině 19. století poslanec Říšské rady.

## Biografie
Byl rumunské národnosti. Narodil se roku 1820 na černovickém předměstí Rosch. Absolvoval gymnázium v Černovicích a pak práva na Lvovské univerzitě. V září 1846 byl jmenován guberniálním konceptním praktikantem na místodržitelství ve Lvově. Od listopadu 1849 působil jako auskultant u zemského soudu v Černovicích. Už v dubnu 1850 ovšem přešel do diplomatických služeb, když se stal vicekancléřem na generálním konzulátu ve městě Jasy. V červnu 1855 se vrátil do Bukoviny a byl jmenován okresním hejtmanem v Rădăuți. Od roku 1868 byl okresním soudcem v Dorna a roku 1869 se stal radou zemského soudu v Černovicích. 6. června 1882 byl jmenován radou vrchního zemského soudu v Černovicích. Na této pozici setrval do roku 1888, kdy odešel do penze. V závěru jeho působení v čele vrchního zemského soudu proti němu místní advokátní komora podala stížnost a dokonce uspořádala stávku právních zástupců. Advokátům vadila Piteyova přikrost.
Byl i politicky aktivní. Od roku 1890 byl členem černovické obecní rady za rodnou čtvrť Rosch. Působil rovněž jako poslanec Říšské rady (celostátního parlamentu Předlitavska), kam nastoupil v doplňovacích volbách roku 1880 za kurii venkovských obcí v Bukovině, obvod Suceava, Rădăuți atd. Slib složil 30. listopadu 1880, rezignaci oznámil na schůzi 5. prosince 1882. Důvodem rezignace bylo jmenování do vysoké soudní funkce. Ve volebním období 1879–1885 se uvádí jako Michael Pitey, c. k. rada zemského soudu, bytem Černovice. Politicky ho vídeňský tisk řadil mezi bukovinské nacionální autonomisty. V parlamentní debatě o používání jazyků hájil práva rumunštiny coby jazyka obvyklého v Bukovině. Na Říšské radě zastupoval Hohenwartův klub (středopravicový, konzervativní a federalistický blok).
Zemřel náhle v srpnu 1892 na mrtvici.